# Pandanus brevifrugalis
Pandanus brevifrugalis är en enhjärtbladig växtart som beskrevs av Huynh. Pandanus brevifrugalis ingår i släktet Pandanus och familjen Pandanaceae. Inga underarter finns listade.